# Студія Савіка Шустера
Студія Савіка Шустера (англ. Savik Shuster's Studio або «3S») — українська медіа-компанія (продакшн-компанія), заснована відомим журналістом Савіком Шустером у співпраці з продюсером та бізнесменом Павлом Єлізаровим.

## Про компанію
Станом на 17 вересня 2014 року «Савік Шустер Студія» в двох судових інстанціях спромоглася довести правомірність вимог від телеканалу «Інтер» доплати за зняті наприкінці 2013 передачі «Шустер LIVE». 9 вересня Апеляційний господарський суд Києва підтвердив зрив відповідачем термінів оплати за вироблений контент та присудив заплатити позивачеві 1,9 млн грн штрафу.
23 листопада 2015 року слідче управління фінансових розслідувань ДПІ Печерського району ГУ ДФС Києва порушило кримінальне провадження (№ 32015100060000248) стосовно посадових осіб TOB «Савік Шустер студія».

### Закриття супутникового мовлення
1 грудня 2016 року на сайті студії з'явилась новина, що з 1 січня 2017 року телеканал припиняє свою роботу. Це пояснювалось браком коштів у телеканалу в умовах роботи в Україні, де всі телеканали є збитковими і працюють лише за рахунок олігархічних фінансів.
1 березня 2017 року телеканал остаточно припинив своє мовлення на супутнику.